# Ende neu
Albums de Einstürzende Neubauten
Tabula rasa
(1989) Silence Is Sexy
(2000)
Ende neu est le sixième album studio du groupe de musique industrielle Einstürzende Neubauten, sorti en 1996. Le titre de l'album est un jeu de mots sur le nom du groupe : Einstürzende neubauten, et n'est pas grammaticalement correct ; il s'agit de la juxtaposition du substantif fin et de l'adverbe nouvellement ou récemment. On peut en considérer le sens comme analogue à la phrase « renouvellement dans la continuité ».
Meret Becker a participé au morceau Stella maris.

## Titres
1. Was ist ist – 3:29
2. Stella Maris – 5:18
3. Die Explosion im Festspielhaus – 4:30
4. Installation No. 1 – 4:29
5. NNNAAAMMM – 10:59
6. Ende neu – 4:57
7. The Garden – 5:24
8. Der Schacht von Babel – 2:46
9. Bili Rubin – 3:00

## Musiciens
Marc Chung a quitté le groupe juste avant l'album, et F.M. Einheit l'a suivi au milieu du processus de création de l'album. Einheit n'a donc participé que partiellement à l'album.
- Blixa Bargeld – chant, guitare
- Alexander Hacke – guitare, basse, chant
- N.U. Unruh – percussion
- F.M. Einheit – percussion

Les arrangements pour la section de cordes sur Stella Maris, Ende neu et The Garden ont été écrits par Bertrand Burgalat. Les interprètes  sont : 
- Carole Duteille, Françoise Derissen, Georges Siblink, Ingrid Aelvoet, Jean-Pierre Catoul, Renaud Lhoest - violons
- Benoit Gilot, Eric Gerstmans, Samuel Aelvoet - altos
- Jean-Pol Zanutel - violoncelle